# Mattias Steuch
Mattias Steuch, född 24 september 1816 på Aspa bruk i Hammars socken, Örebro län, död 2 januari 1901 i Stockholm, var en svensk disponent och brukspatron.
Steuch blev student vid Uppsala universitet 1835 och var extra ordinarie elev vid bergsskolan i Falun 1837–1838. Han var disponent för Olofsfors bruk. Han var delägare i Lassåna bruk i Bodarne socken och Kårbergs bruk i Snavlunda socken samt genom arv från sin morfar i fastigheterna Sturegatan 10, Humlegårdsgatan 22 och Drottninggatan 26 i Stockholm. Vid Porla brunn lät släkten  uppföra övernattningsbostaden Villa Steuch.
Han var son till kammarherren Johan Henrik Steuch och Maria Lovisa Pauli (1793–1879) samt från 1876 gift med Brita Lovisa Ödmark (1840–1920). Makarna fick sonen Axel Hjalmar Steuch (1866–1941) och dottern Siri Matilda Lovisa Steuch (1877–1915).